# Vòng loại Giải vô địch bóng đá U-23 châu Á 2018
Vòng loại Giải vô địch bóng đá U-23 châu Á 2018 là giải đấu bóng đá dành cho độ tuổi dưới 23 được Liên đoàn bóng đá châu Á (AFC) tổ chức nhằm xác định các đội tuyển tham dự Giải vô địch bóng đá U-23 châu Á 2018.
Tổng cộng có 16 đội tuyển giành quyền tham dự vòng chung kết, bao gồm cả Trung Quốc mặc định vượt qua vòng loại với tư cách chủ nhà.

## Bốc thăm
Trong số 47 hiệp hội thành viên của AFC, có tổng cộng 40 đội tuyển đã tham dự vòng loại, được chia thành hai khu vực:
- Khu vực phía Tây: 20 đội tuyển đến từ Tây Á, Trung Á, Nam Á được bốc thăm thành năm bảng 4 đội.
- Khu vực phía Đông: 20 đội tuyển đến từ Đông Nam Á, Đông Á được bốc thăm thành năm bảng 4 đội.

Đội chủ nhà vòng chung kết Trung Quốc đã quyết định tham dự vòng loại, mặc dù đã có suất tham dự giải đấu.
Lễ bốc thăm được tổ chức vào ngày 17 tháng 3 năm 2017 ở Kuala Lumpur, Malaysia. Các đội tuyển được xếp hạt giống theo thành tích của họ tại giải đấu lần trước.
|           | Nhóm 1                                                                 | Nhóm 2                                                               | Nhóm 3                                                                        | Nhóm 4                                                                 |
| --------- | ---------------------------------------------------------------------- | -------------------------------------------------------------------- | ----------------------------------------------------------------------------- | ---------------------------------------------------------------------- |
| Phía Tây  | 1. Iraq 2. Qatar (H) 3. UAE (H) 4. Iran 5. Jordan                      | 1. Uzbekistan 2. Syria 3. Ả Rập Xê Út (H) 4. Oman 5. Tajikistan      | 1. Palestine (H) 2. Bahrain 3. Ấn Độ 4. Kyrgyzstan (H) 5. Liban               | 1. Afghanistan 2. Bangladesh 3. Sri Lanka (W) 4. Nepal 5. Turkmenistan |
| Phía Đông | 1. Nhật Bản 2. Hàn Quốc 3. CHDCND Triều Tiên (H) 4. Úc 5. Thái Lan (H) | 1. Trung Quốc (Q) 2. Việt Nam (H) 3. Indonesia 4. Myanmar (H) 5. Lào | 1. Malaysia 2. Đông Timor 3. Đài Bắc Trung Hoa 4. Campuchia (H)* 5. Singapore | 1. Mông Cổ 2. Hồng Kông 3. Philippines 4. Brunei 5. Ma Cao             |

| Phía Tây  | - Bhutan - Kuwait (bị đình chỉ) - Maldives - Pakistan - Yemen |
| Phía Đông | - Guam - Quần đảo Bắc Mariana                                 |

Ghi chú
- Các đội tuyển in đậm đã vượt qua vòng loại để tham dự vòng chung kết
- (H): Chủ nhà của các bảng đấu loại (* Campuchia đã được chọn làm chủ nhà của bảng đấu sau khi bốc thăm)
- (Q): Chủ nhà vòng chung kết, tự động vượt qua vòng loại bất kể kết quả vòng loại
- (W): Rút lui sau khi bốc thăm

## Tư cách cầu thủ
Cầu thủ sinh vào hoặc sau ngày 1 tháng 1 năm 1995 có đủ điều kiện để tham dự giải đấu.

## Vòng loại
Các trận đấu được diễn ra từ ngày 15 đến ngày 23 tháng 7 năm 2017.
| Luọt đấu   | Các ngày            | Các ngày            | Các trận đấu | Các trận đấu |
| Luọt đấu   | Bảng D              | Các bảng A–C, E–J   | Các bảng B–J | Bảng A       |
| ---------- | ------------------- | ------------------- | ------------ | ------------ |
| Luọt đấu 1 | 15 tháng 7 năm 2017 | 19 tháng 7 năm 2017 | 1 v 4, 2 v 3 | 3 v 1        |
| Luọt đấu 2 | 17 tháng 7 năm 2017 | 21 tháng 7 năm 2017 | 4 v 2, 3 v 1 | 2 v 3        |
| Luọt đấu 3 | 19 tháng 7 năm 2017 | 23 tháng 7 năm 2017 | 1 v 2, 3 v 4 | 1 v 2        |

### Bảng A
- Tất cả các trận đấu được tổ chức tại Kyrgyzstan.
- Thời gian được liệt kê là UTC+6.

| VT | Đội            | ST | T | H | B | BT | BB | HS | Đ | Giành quyền tham dự |
| -- | -------------- | -- | - | - | - | -- | -- | -- | - | ------------------- |
| 1  | Oman           | 2  | 2 | 0 | 0 | 7  | 1  | +6 | 6 | Vòng chung kết      |
| 2  | Iran           | 2  | 1 | 0 | 1 | 2  | 3  | −1 | 3 |                     |
| 3  | Kyrgyzstan (H) | 2  | 0 | 0 | 2 | 2  | 7  | −5 | 0 |                     |
| 4  | Sri Lanka      | 0  | 0 | 0 | 0 | 0  | 0  | 0  | 0 | Rút lui             |

| Kyrgyzstan      | 1–2      | Iran                           |
| --------------- | -------- | ------------------------------ |
| - Levchenko 11' | Chi tiết | - Shekari 14' - Gholizadeh 42' |

| Oman                                                                    | 5–1      | Kyrgyzstan            |
| ----------------------------------------------------------------------- | -------- | --------------------- |
| - Al-Ghassani 61', 83', 90+1' - Al-Aghbari 81' (ph.đ.) - Al-Yahmadi 84' | Chi tiết | - Abdurakhmanov 45+2' |

| Iran | 0–2      | Oman                               |
| ---- | -------- | ---------------------------------- |
|      | Chi tiết | - Al-Yahmadi 48' - Al-Ghassani 71' |

### Bảng B
- Tất cả các trận đấu được tổ chức tại Ả Rập Xê Út.
- Thời gian được liệt kê là UTC+3.

| VT | Đội             | ST | T | H | B | BT | BB | HS  | Đ | Giành quyền tham dự |
| -- | --------------- | -- | - | - | - | -- | -- | --- | - | ------------------- |
| 1  | Iraq            | 3  | 3 | 0 | 0 | 12 | 1  | +11 | 9 | Vòng chung kết      |
| 2  | Ả Rập Xê Út (H) | 3  | 2 | 0 | 1 | 11 | 3  | +8  | 6 | Vòng chung kết      |
| 3  | Bahrain         | 3  | 1 | 0 | 2 | 4  | 5  | −1  | 3 |                     |
| 4  | Afghanistan     | 3  | 0 | 0 | 3 | 0  | 18 | −18 | 0 |                     |

| Iraq                                                                                   | 8–0      | Afghanistan |
| -------------------------------------------------------------------------------------- | -------- | ----------- |
| - Rasan 13' (ph.đ.) - Hussein 39' (ph.đ.), 45', 65', 74', 85' - Mhawi 82' - Jaffal 86' | Chi tiết |             |

| Ả Rập Xê Út                                                   | 3–1      | Bahrain             |
| ------------------------------------------------------------- | -------- | ------------------- |
| - Al-Aryani 7' - Al-Najei 73' (ph.đ.) - Al-Shamsan 88' (l.n.) | Chi tiết | - Madan 63' (ph.đ.) |

| Bahrain     | 1–2      | Iraq                     |
| ----------- | -------- | ------------------------ |
| - Madan 84' | Chi tiết | - Attwan 52' - Fayad 70' |

| Afghanistan | 0–8      | Ả Rập Xê Út                                                                                     |
| ----------- | -------- | ----------------------------------------------------------------------------------------------- |
|             | Chi tiết | - Al-Amri 12', 22' - Al-Najei 15' - Al-Aryani 18', 45+4' - Altambakti 58' - Al-Rashidi 72', 81' |

| Bahrain                               | 2–0      | Afghanistan |
| ------------------------------------- | -------- | ----------- |
| - Abdulrahman 14' - Madan 87' (ph.đ.) | Chi tiết |             |

| Iraq                           | 2–0      | Ả Rập Xê Út |
| ------------------------------ | -------- | ----------- |
| - Al-Saedi 23' - Hussein 45+1' | Chi tiết |             |

### Bảng C
- Tất cả các trận đấu được tổ chức tại Qatar.
- Thời gian được liệt kê là UTC+3.

| VT | Đội          | ST | T | H | B | BT | BB | HS | Đ | Giành quyền tham dự |
| -- | ------------ | -- | - | - | - | -- | -- | -- | - | ------------------- |
| 1  | Qatar (H)    | 3  | 2 | 1 | 0 | 4  | 1  | +3 | 7 | Vòng chung kết      |
| 2  | Syria        | 3  | 1 | 2 | 0 | 3  | 1  | +2 | 5 | Vòng chung kết      |
| 3  | Ấn Độ        | 3  | 1 | 0 | 2 | 3  | 4  | −1 | 3 |                     |
| 4  | Turkmenistan | 3  | 0 | 1 | 2 | 1  | 5  | −4 | 1 |                     |

| Syria                     | 2–0      | Ấn Độ |
| ------------------------- | -------- | ----- |
| - Srour 64' - Arnaout 88' | Chi tiết |       |

| Qatar          | 2–0      | Turkmenistan |
| -------------- | -------- | ------------ |
| - Afif 4', 15' | Chi tiết |              |

| Turkmenistan | 0–0      | Syria |
| ------------ | -------- | ----- |
|              | Chi tiết |       |

| Ấn Độ | 0–1      | Qatar     |
| ----- | -------- | --------- |
|       | Chi tiết | - Ali 54' |

| Ấn Độ                                             | 3–1      | Turkmenistan  |
| ------------------------------------------------- | -------- | ------------- |
| - Singh 41' - Deory 72' - Lalrinzuala 77' (ph.đ.) | Chi tiết | - Hojovov 13' |

| Qatar          | 1–1      | Syria         |
| -------------- | -------- | ------------- |
| - Al-Brake 37' | Chi tiết | - Muhtadi 61' |

### Bảng D
- Tất cả các trận đấu được tổ chức tại Các Tiểu vương quốc Ả Rập Thống nhất.
- Thời gian được liệt kê là UTC+4.

| VT | Đội        | ST | T | H | B | BT | BB | HS | Đ | Giành quyền tham dự |
| -- | ---------- | -- | - | - | - | -- | -- | -- | - | ------------------- |
| 1  | Uzbekistan | 3  | 3 | 0 | 0 | 7  | 1  | +6 | 9 | Vòng chung kết      |
| 2  | UAE (H)    | 3  | 2 | 0 | 1 | 6  | 2  | +4 | 6 |                     |
| 3  | Liban      | 3  | 1 | 0 | 2 | 3  | 4  | −1 | 3 |                     |
| 4  | Nepal      | 3  | 0 | 0 | 3 | 0  | 9  | −9 | 0 |                     |

| UAE                                                                                 | 5–0      | Nepal |
| ----------------------------------------------------------------------------------- | -------- | ----- |
| - Al-Hashmi 8' (ph.đ.), 20' - Al-Akbari 22' - Ba Wazir 33' (ph.đ.) - Al-Hammadi 60' | Chi tiết |       |

| Uzbekistan                                 | 3–1      | Liban         |
| ------------------------------------------ | -------- | ------------- |
| - Khamis 20' (l.n.) - Abdixolikov 30', 38' | Chi tiết | - Hammoud 58' |

| Nepal | 0–2      | Uzbekistan                  |
| ----- | -------- | --------------------------- |
|       | Chi tiết | - Tursunov 21' - Ganiev 80' |

| Liban | 0–1      | UAE                     |
| ----- | -------- | ----------------------- |
|       | Chi tiết | - Al-Hashmi 84' (ph.đ.) |

| UAE | 0–2      | Uzbekistan                  |
| --- | -------- | --------------------------- |
|     | Chi tiết | - Kobilov 67' - Sidikov 90' |

| Liban              | 2–0      | Nepal |
| ------------------ | -------- | ----- |
| - Kourani 29', 90' | Chi tiết |       |

### Bảng E
- Tất cả các trận đấu được tổ chức tại Palestine.
- Thời gian được liệt kê là UTC+3.

| VT | Đội           | ST | T | H | B | BT | BB | HS  | Đ | Giành quyền tham dự |
| -- | ------------- | -- | - | - | - | -- | -- | --- | - | ------------------- |
| 1  | Palestine (H) | 3  | 2 | 1 | 0 | 8  | 4  | +4  | 7 | Vòng chung kết      |
| 2  | Jordan        | 3  | 2 | 0 | 1 | 11 | 3  | +8  | 6 | Vòng chung kết      |
| 3  | Tajikistan    | 3  | 1 | 1 | 1 | 5  | 5  | 0   | 4 |                     |
| 4  | Bangladesh    | 3  | 0 | 0 | 3 | 1  | 13 | −12 | 0 |                     |

| Jordan                                                                                    | 7–0      | Bangladesh |
| ----------------------------------------------------------------------------------------- | -------- | ---------- |
| - Mousa 17', 50' - Al Deen Mahmoud 37', 63' - Fawzi Mahmoud 55', 78' (ph.đ.) - Faisal 58' | Chi tiết |            |

| Tajikistan                              | 2–2      | Palestine                                   |
| --------------------------------------- | -------- | ------------------------------------------- |
| - Chakalov 33' - Babadjanov 75' (ph.đ.) | Chi tiết | - Fannoun 18' (ph.đ.) - Jurabaev 51' (l.n.) |

| Bangladesh | 1–3      | Tajikistan                                      |
| ---------- | -------- | ----------------------------------------------- |
| - Mia 33'  | Chi tiết | - Amirdzhon 55' - Babadjanov 67' - Jurabaev 87' |

| Palestine                                 | 3–2      | Jordan                      |
| ----------------------------------------- | -------- | --------------------------- |
| - Abuhammad 38' - Yousef 66' - Wridat 76' | Chi tiết | - Alarab 19' - Al-Razem 31' |

| Jordan                       | 2–0      | Tajikistan |
| ---------------------------- | -------- | ---------- |
| - Al-Reyahi 55' - Faisal 68' | Chi tiết |            |

| Palestine              | 3–0      | Bangladesh |
| ---------------------- | -------- | ---------- |
| - Warda 8', 36', 90+1' | Chi tiết |            |

### Bảng F
- Tất cả các trận đấu được tổ chức tại Myanmar.
- Thời gian được liệt kê là UTC+6:30.

| VT | Đội         | ST | T | H | B | BT | BB | HS  | Đ | Giành quyền tham dự |
| -- | ----------- | -- | - | - | - | -- | -- | --- | - | ------------------- |
| 1  | Úc          | 3  | 3 | 0 | 0 | 12 | 0  | +12 | 9 | Vòng chung kết      |
| 2  | Myanmar (H) | 3  | 2 | 0 | 1 | 5  | 3  | +2  | 6 |                     |
| 3  | Singapore   | 3  | 1 | 0 | 2 | 4  | 10 | −6  | 3 |                     |
| 4  | Brunei      | 3  | 0 | 0 | 3 | 1  | 9  | −8  | 0 |                     |

| Úc                           | 2–0      | Brunei |
| ---------------------------- | -------- | ------ |
| - Blackwood 53' - McGree 85' | Chi tiết |        |

| Myanmar                             | 2–0      | Singapore |
| ----------------------------------- | -------- | --------- |
| - Aung Thu 60' - Hlaing Bo Bo 90+3' | Chi tiết |           |

| Singapore | 0–7      | Úc                                                                         |
| --------- | -------- | -------------------------------------------------------------------------- |
|           | Chi tiết | - Mauk 8' - Blackwood 13', 18' - Popovic 39', 60' - Clut 68' - Sotirio 73' |

| Brunei | 0–3      | Myanmar                                        |
| ------ | -------- | ---------------------------------------------- |
|        | Chi tiết | - Nyein Chan Aung 20', 61' - Naing Lin Tun 44' |

| Singapore                                    | 4–1      | Brunei          |
| -------------------------------------------- | -------- | --------------- |
| - Fandi 13', 90+1' - Akbar 39' - Suparno 86' | Chi tiết | - Suhaimi 45+1' |

| Úc                                            | 3–0      | Myanmar |
| --------------------------------------------- | -------- | ------- |
| - Kamau 6' - Aspropotamitis 32' - Sotirio 58' | Chi tiết |         |

### Bảng G
- Tất cả các trận đấu được tổ chức tại Bắc Triều Tiên.
- Thời gian được liệt kê là UTC+8:30.

| VT | Đội                   | ST | T | H | B | BT | BB | HS  | Đ | Giành quyền tham dự |
| -- | --------------------- | -- | - | - | - | -- | -- | --- | - | ------------------- |
| 1  | CHDCND Triều Tiên (H) | 3  | 2 | 1 | 0 | 14 | 2  | +12 | 7 | Vòng chung kết      |
| 2  | Hồng Kông             | 3  | 1 | 2 | 0 | 6  | 2  | +4  | 5 |                     |
| 3  | Lào                   | 3  | 1 | 1 | 1 | 4  | 8  | −4  | 4 |                     |
| 4  | Đài Bắc Trung Hoa     | 3  | 0 | 0 | 3 | 2  | 14 | −12 | 0 |                     |

| Lào                                     | 3–1      | Đài Bắc Trung Hoa |
| --------------------------------------- | -------- | ----------------- |
| - Sonthanalay 26', 42' - Khochalern 49' | Chi tiết | - Jhou Cheng 3'   |

| CHDCND Triều Tiên  | 1–1      | Hồng Kông         |
| ------------------ | -------- | ----------------- |
| - So Jong-hyok 63' | Chi tiết | - Wu Chun-ming 6' |

| Hồng Kông        | 1–1      | Lào             |
| ---------------- | -------- | --------------- |
| - Jordan Lam 75' | Chi tiết | - Kettavong 73' |

| Đài Bắc Trung Hoa    | 1–7      | CHDCND Triều Tiên                                                                                      |
| -------------------- | -------- | --- |
| - Lee Hsiang-wei 27' | Chi tiết | - Kim Yu-song 4', 34', 90+3' - Ri Un-chol 24' - So Jong-hyok 37' - Kim Song-sun 64' - Kim Kuk-chol 72' |

| Đài Bắc Trung Hoa | 0–4      | Hồng Kông                                                        |
| ----------------- | -------- | ---------------------------------------------------------------- |
|                   | Chi tiết | - Tan Chun Lok 61', 70' - Lau Hok Ming 63' - Chung Wai Keung 77' |

| CHDCND Triều Tiên                                                                        | 6–0      | Lào |
| ---------------------------------------------------------------------------------------- | -------- | --- |
| - Kim Kuk-bom 5' - So Jong-hyok 14', 33' - Ri Hun 21' - Kim Yu-song 56' - Jon Se-gye 87' | Chi tiết |     |

### Bảng H
- Tất cả các trận đấu được tổ chức tại Thái Lan.
- Thời gian được liệt kê là UTC+7.

| VT | Đội          | ST | T | H | B | BT | BB | HS | Đ | Giành quyền tham dự |
| -- | ------------ | -- | - | - | - | -- | -- | -- | - | ------------------- |
| 1  | Malaysia     | 3  | 2 | 0 | 1 | 5  | 3  | +2 | 6 | Vòng chung kết      |
| 2  | Thái Lan (H) | 3  | 1 | 2 | 0 | 4  | 1  | +3 | 5 | Vòng chung kết      |
| 3  | Indonesia    | 3  | 1 | 1 | 1 | 7  | 3  | +4 | 4 |                     |
| 4  | Mông Cổ      | 3  | 0 | 1 | 2 | 1  | 10 | −9 | 1 |                     |

| Indonesia | 0–3      | Malaysia                                 |
| --------- | -------- | ---------------------------------------- |
|           | Chi tiết | - Syafiq 4' - Jafri 20' - Thanabalan 30' |

| Thái Lan    | 1–1      | Mông Cổ                    |
| ----------- | -------- | -------------------------- |
| - Buran 17' | Chi tiết | - Munkh-Erdene 89' (ph.đ.) |

| Mông Cổ | 0–7      | Indonesia                                                                      |
| ------- | -------- | ------------------------------------------------------------------------------ |
|         | Chi tiết | - Saddil 17', 55' - Marinus 29' - Gavin 33', 87' - Osvaldo 70' - Septian 90+1' |

| Malaysia | 0–3      | Thái Lan                           |
| -------- | -------- | ---------------------------------- |
|          | Chi tiết | - Samphaodi 25', 45+3' - U-Tra 87' |

| Malaysia                     | 2–0      | Mông Cổ |
| ---------------------------- | -------- | ------- |
| - Thanabalan 51' - Andik 86' | Chi tiết |         |

| Thái Lan | 0–0      | Indonesia |
| -------- | -------- | --------- |
|          | Chi tiết |           |

### Bảng I
- Tất cả các trận đấu được tổ chức tại Việt Nam.
- Thời gian được liệt kê là UTC+7.

| VT | Đội          | ST | T | H | B | BT | BB | HS  | Đ | Giành quyền tham dự |
| -- | ------------ | -- | - | - | - | -- | -- | --- | - | ------------------- |
| 1  | Hàn Quốc     | 3  | 2 | 1 | 0 | 12 | 1  | +11 | 7 | Vòng chung kết      |
| 2  | Việt Nam (H) | 3  | 2 | 0 | 1 | 13 | 3  | +10 | 6 | Vòng chung kết      |
| 3  | Đông Timor   | 3  | 1 | 1 | 1 | 7  | 5  | +2  | 4 |                     |
| 4  | Ma Cao       | 3  | 0 | 0 | 3 | 2  | 25 | −23 | 0 |                     |

| Hàn Quốc | 10–0     | Ma Cao |
| --- | -------- | ------ |
| - Cho Young-wook 10', 14', 25', 55' - Hwang In-beom 29' - Doo Hyeon-seok 48' - Park Seong-bu 53' (ph.đ.), 78' - Jo Sung-wook 64' - Park Jae-woo 90+3' | Chi tiết |        |

| Việt Nam                                                                       | 4–0      | Đông Timor |
| ------------------------------------------------------------------------------ | -------- | ---------- |
| - Hà Đức Chinh 17' - Nguyễn Công Phượng 67', 71' (ph.đ.) - Nguyễn Tuấn Anh 88' | Chi tiết |            |

| Đông Timor | 0–0      | Hàn Quốc |
| ---------- | -------- | -------- |
|            | Chi tiết |          |

| Ma Cao         | 1–8      | Việt Nam |
| -------------- | -------- | --- |
| Ng Wa Keng 65' | Chi tiết | - Lê Thanh Bình 4', 20' - Nguyễn Văn Toàn 7', 63' - Nguyễn Công Phượng 12' (ph.đ.) - Lương Xuân Trường 24' (ph.đ.) - Hoàng Văn Khánh 26' - Nguyễn Phong Hồng Duy 49' |

| Đông Timor                                                                             | 7–1      | Ma Cao           |
| -------------------------------------------------------------------------------------- | -------- | ---------------- |
| - Cruz 2' - Reis 24', 66' (ph.đ.) - Portela 31', 76' (ph.đ.) - Gama 52' - Sarmento 86' | Chi tiết | - Lo Man Hin 64' |

| Hàn Quốc                                | 2–1      | Việt Nam                 |
| --------------------------------------- | -------- | ------------------------ |
| - Lee Sang-heon 19' - Hwang In-beom 41' | Chi tiết | - Nguyễn Công Phượng 33' |

### Bảng J
- Tất cả các trận đấu được tổ chức tại Campuchia.
- Thời gian được liệt kê là UTC+7.

| VT | Đội           | ST | T | H | B | BT | BB | HS  | Đ | Giành quyền tham dự |
| -- | ------------- | -- | - | - | - | -- | -- | --- | - | ------------------- |
| 1  | Trung Quốc    | 3  | 2 | 1 | 0 | 4  | 1  | +3  | 7 | Vòng chung kết      |
| 2  | Nhật Bản      | 3  | 2 | 0 | 1 | 11 | 2  | +9  | 6 | Vòng chung kết      |
| 3  | Campuchia (H) | 3  | 1 | 1 | 1 | 1  | 2  | −1  | 4 |                     |
| 4  | Philippines   | 3  | 0 | 0 | 3 | 0  | 11 | −11 | 0 |                     |

1. ↑  Trung Quốc là chủ nhà của vòng chung kết, tự động được vượt qua vòng loại bất kể kết quả vòng loại.

| Nhật Bản                                                                      | 8–0      | Philippines |
| ----------------------------------------------------------------------------- | -------- | ----------- |
| - Morishima 10', 31' - Komatsu 23', 29', 42', 46' - Nakasaka 83' - Hiroki 89' | Chi tiết |             |

| Trung Quốc | 0–0      | Campuchia |
| ---------- | -------- | --------- |
|            | Chi tiết |           |

| Philippines | 0–2      | Trung Quốc              |
| ----------- | -------- | ----------------------- |
|             | Chi tiết | - Chao 15' - Xiuwei 74' |

| Campuchia | 0–2      | Nhật Bản                 |
| --------- | -------- | ------------------------ |
|           | Chi tiết | - Endo 73' - Komatsu 84' |

| Nhật Bản   | 1–2      | Trung Quốc                           |
| ---------- | -------- | ------------------------------------ |
| - Endo 54' | Chi tiết | - Wei Shihao 40' - Deng Hanwen 45+1' |

| Campuchia     | 1–0      | Philippines |
| ------------- | -------- | ----------- |
| - Samnang 59' | Chi tiết |             |

### Xếp hạng các đội nhì bảng đấu
Do Sri Lanka ở bảng A xin rút lui dẫn đến số đội trong các bảng không đều nhau, kết quả thi đấu với các đội xếp thứ tư trong mỗi bảng không được xét cho bảng xếp hạng này.

| VT | Bg | Đội         | ST | T | H | B | BT | BB | HS | Đ | Giành quyền tham dự |
| -- | -- | ----------- | -- | - | - | - | -- | -- | -- | - | ------------------- |
| 1  | H  | Thái Lan    | 2  | 1 | 1 | 0 | 3  | 0  | +3 | 4 | Vòng chung kết      |
| 2  | C  | Syria       | 2  | 1 | 1 | 0 | 3  | 1  | +2 | 4 | Vòng chung kết      |
| 3  | I  | Việt Nam    | 2  | 1 | 0 | 1 | 5  | 2  | +3 | 3 | Vòng chung kết      |
| 4  | E  | Jordan      | 2  | 1 | 0 | 1 | 4  | 3  | +1 | 3 | Vòng chung kết      |
| 5  | J  | Nhật Bản    | 2  | 1 | 0 | 1 | 3  | 2  | +1 | 3 | Vòng chung kết      |
| 6  | B  | Ả Rập Xê Út | 2  | 1 | 0 | 1 | 3  | 3  | 0  | 3 | Vòng chung kết      |
| 7  | A  | Iran        | 2  | 1 | 0 | 1 | 2  | 3  | −1 | 3 |                     |
| 8  | F  | Myanmar     | 2  | 1 | 0 | 1 | 2  | 3  | −1 | 3 |                     |
| 9  | D  | UAE         | 2  | 1 | 0 | 1 | 1  | 2  | −1 | 3 |                     |
| 10 | G  | Hồng Kông   | 2  | 0 | 2 | 0 | 2  | 2  | 0  | 2 |                     |

1. 1 2  Đã xếp hạng theo phân chia điểm số.

## Các đội tuyển vượt qua vòng loại
Dưới đây là 16 đội tuyển đã vượt qua vòng loại để thi đấu tại vòng chung kết.
| Đội tuyển         | Tư cách qua vòng loại        | Ngày vượt qua vòng loại | Lần tham dự trước1 |
| ----------------- | ---------------------------- | ----------------------- | ------------------ |
| Trung Quốc        | Chủ nhà                      | 25 tháng 11 năm 2016    | 2 (2013, 2016)     |
| Oman              | Nhất bảng A                  | 23 tháng 7 năm 2017     | 1 (2013)           |
| Iraq              | Nhất bảng B                  | 23 tháng 7 năm 2017     | 2 (2013, 2016)     |
| Qatar             | Nhất bảng C                  | 23 tháng 7 năm 2017     | 1 (2016)           |
| Uzbekistan        | Nhất bảng D                  | 19 tháng 7 năm 2017     | 2 (2013, 2016)     |
| Palestine         | Nhất bảng E                  | 23 tháng 7 năm 2017     | 0 (Lần đầu)        |
| Úc                | Nhất bảng F                  | 23 tháng 7 năm 2017     | 2 (2013, 2016)     |
| CHDCND Triều Tiên | Nhất bảng G                  | 23 tháng 7 năm 2017     | 2 (2013, 2016)     |
| Malaysia          | Nhất bảng H                  | 23 tháng 7 năm 2017     | 0 (Lần đầu)        |
| Hàn Quốc          | Nhất bảng I                  | 23 tháng 7 năm 2017     | 2 (2013, 2016)     |
| Thái Lan          | Đội nhì bảng xuất sắc nhất 1 | 23 tháng 7 năm 2017     | 1 (2016)           |
| Syria             | Đội nhì bảng xuất sắc nhất 2 | 23 tháng 7 năm 2017     | 2 (2013, 2016)     |
| Việt Nam          | Đội nhì bảng xuất sắc nhất 3 | 23 tháng 7 năm 2017     | 1 (2016)           |
| Jordan            | Đội nhì bảng xuất sắc nhất 4 | 23 tháng 7 năm 2017     | 2 (2013, 2016)     |
| Nhật Bản          | Đội nhì bảng xuất sắc nhất 5 | 23 tháng 7 năm 2017     | 2 (2013, 2016)     |
| Ả Rập Xê Út       | Đội nhì bảng xuất sắc nhất 6 | 23 tháng 7 năm 2017     | 2 (2013, 2016)     |

1 In đậm chỉ ra nhà vô địch cho năm đó. In nghiêng chỉ ra chủ nhà cho năm đó.

## Cầu thủ ghi bàn
6 bàn
- Ayman Hussein

5 bàn
- Komatsu Ren

4 bàn
- Kim Yu-song
- So Jong-hyok
- Muhsen Al-Ghassani
- Cho Young-wook
- Nguyễn Công Phượng

3 bàn
- George Blackwood
- Ali Jaafar Mohamed Madan
- Ahmed Al-Reyahi
- Mahmoud Abu Warda
- Abdulaziz Al-Aryani
- Ahmed Al Attas Al-Hashmi

2 bàn
- Milislav Popovic
- Jaushua Sotirio
- Tan Chun Lok
- Gavin Kwan Adsit
- Saddil Ramdani
- Endo Keita
- Baha' Faisal
- Noor Al-Rawabdeh
- Musa Al-Taamari
- Khamphanh Sonthanalay
- Hassan Kourani
- Thanabalan Nadarajah
- Nyein Chan Aung
- Jameel Al-Yahmadi
- Akram Afif
- Abdulelah Al-Amri
- Sami Al-Najei
- Fahad Al-Rashidi
- Ikhsan Fandi
- Park Seong-bu
- Hwang In-beom
- Nozim Babadjanov
- Chenrop Samphaodi
- Kornelis Nahak Portela
- Nataniel de Jesus Reis
- Bobir Abdixolikov
- Lê Thanh Bình
- Nguyễn Văn Toàn

1 bàn
- Jonathan Aspropotamitis
- Devante Clut
- Bruce Kamau
- Stefan Mauk
- Riley McGree
- Mohamed Ahmadi Abdulrahman
- Sohel Mia
- Azim Izamuddin Suhaimi
- Sok Samnang
- Deng Hanwen
- He Chao
- Wei Shihao
- Zhang Xiuwei
- Jhou Cheng
- Lee Hsiang-wei
- Chung Wai Keung
- Jordan Lam
- Lau Hok Ming
- Wu Chun Ming
- Alen Deory
- Jerry Lalrinzuala
- Manvir Singh
- Septian David
- Osvaldo Haay
- Marinus Wanewar
- Ali Gholizadeh
- Reza Shekari
- Alaa Ali Mhawi
- Mohammed Khalid Jaffal Al-Jumaili
- Hussein Al Saedi
- Amjad Attwan
- Mazen Fayad
- Bashar Rasan
- Hiroki Ito
- Miyoshi Koji
- Morishima Tsukasa
- Nakasaka Yuya
- Yazan Al-Arab
- Mohammad Al-Razem
- Odilzhon Abdurakhmanov
- Roman Levchenko
- Armisay Kettavong
- Phoutthasay Khochalern
- Hassan Hammoud
- Lo Man Hin
- Ng Wa Keng
- Jafri Firdaus Chew
- Muhammad Syafiq Ahmad
- Syazwan Andik
- Tuguldur Munkh-Erdene
- Aung Thu
- Hlaing Bo Bo
- Naing Lin Tun
- Jon Se-gye
- Kim Kuk-bom
- Kim Kuk-chol
- Kim Song-sun
- Ri Hun
- Ri Un-chol
- Zahir Al-Aghbari
- Hazem Abuhammad
- Mohanad Fannoun
- Bahaa Wridat
- Mahmoud Yousef
- Sultan Al-Brake
- Almoez Ali
- Hassan Al-Tambakti
- Hanafi Akbar
- Taufik Suparno
- Doo Hyeon-seok
- Jo Sung-wook
- Lee Sang-heon
- Park Jae-woo
- Mohammad Fares Arnaout
- Mohamad Rafat Muhtadi
- Mohammad Rabie Srour
- Firdavs Chakalov
- Zoir Jurabaev
- Amirdzhon Safarov
- Chaiyawat Buran
- Picha U-Tra
- Henrique Cruz
- Rufino Gama
- Tomas Sarmento
- Hoshgeldi Hojovov
- Mohamed Al-Akbari
- Mohammed Al-Hammadi
- Khaled Ba Wazir
- Azizjon Ganiev
- Islomjon Kobilov
- Javokhir Sidikov
- Dostonbek Tursunov
- Hà Đức Chinh
- Hoàng Văn Khánh
- Lương Xuân Trường
- Nguyễn Phong Hồng Duy
- Nguyễn Tuấn Anh

1 bàn phản lưới nhà
- Hamad Al-Shamsan (trong trận gặp Ả Rập Xê Út)
- Khalil Khamis (trong trận gặp Uzbekistan)
- Zoir Jurabaev (trong trận gặp Palestine)

Nguồn: the-afc.com 